# Rastböle
Rastböle (finska Rastila) är ett delområde med metrostation i stadsdelen Nordsjö i Helsingfors stad. 
Rastböle är ett småhusområde och man brukar ofta missvisande kalla Havsrastböle, som ligger söder om Norvägen, för Rastböle. Tunnelbanestationen Rastböle öppnade år 1998 och runt stationen har man byggt nya höghus för 2'000 invånare. 
I Rastböle finns Helsingfors enda campingplats och en populär badstrand vid Botbyviken. Eftersom stranden har goda trafikförbindelser brukar den vara full av människor under soliga dagar. 

## Bilder

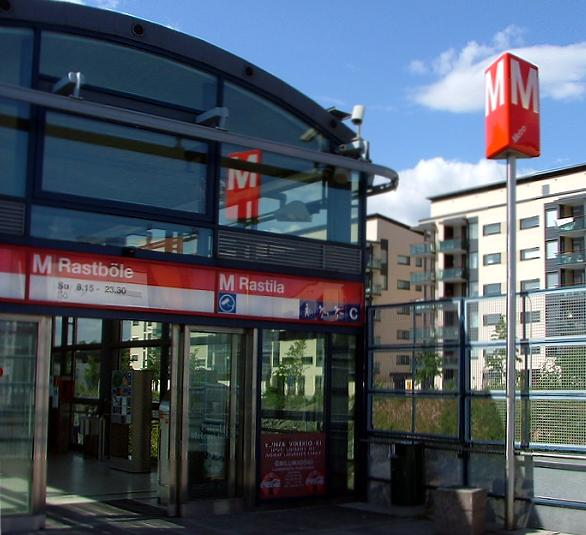
Rastböle metrostation
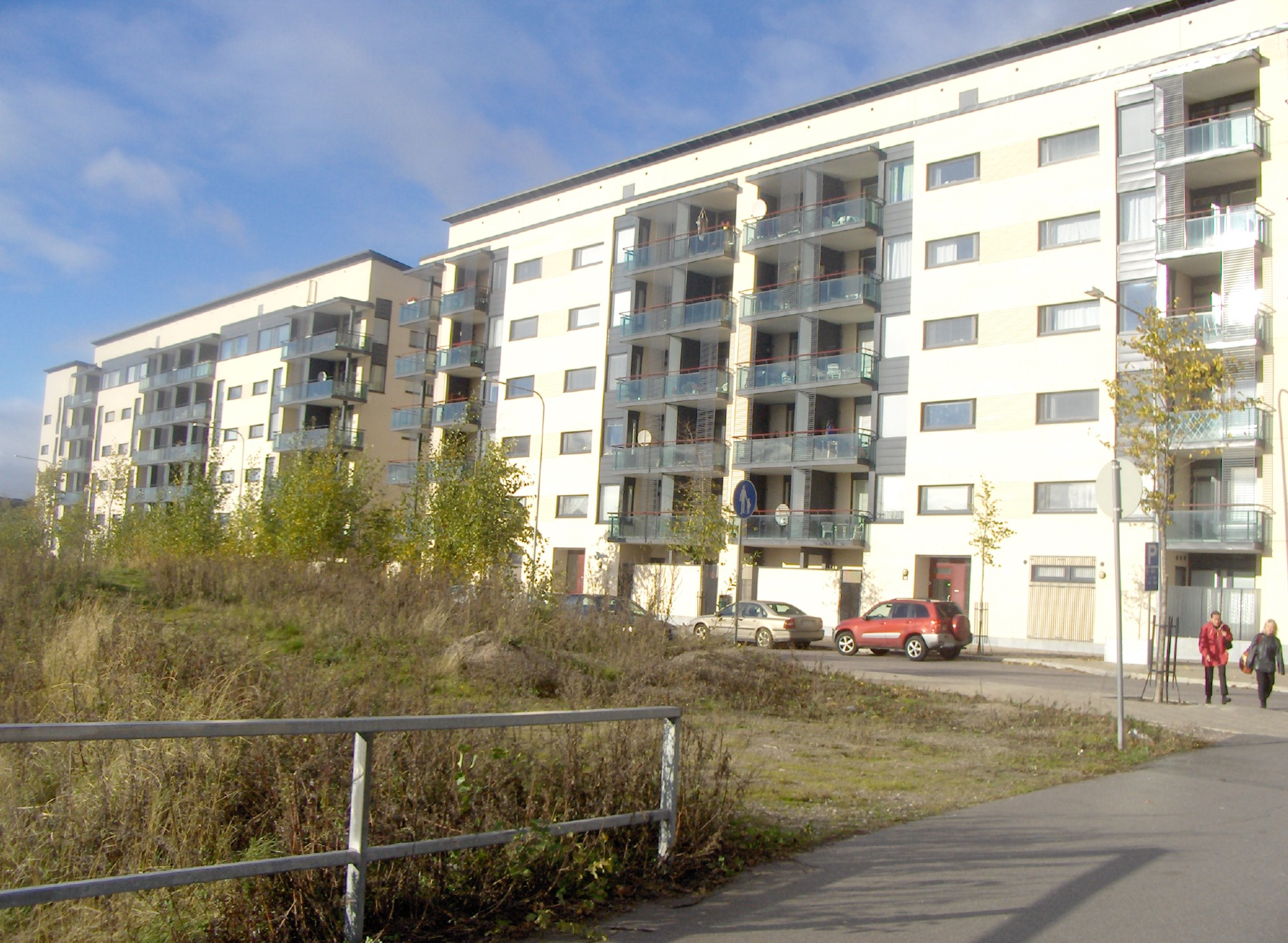
Nya höghus vid metrostationen
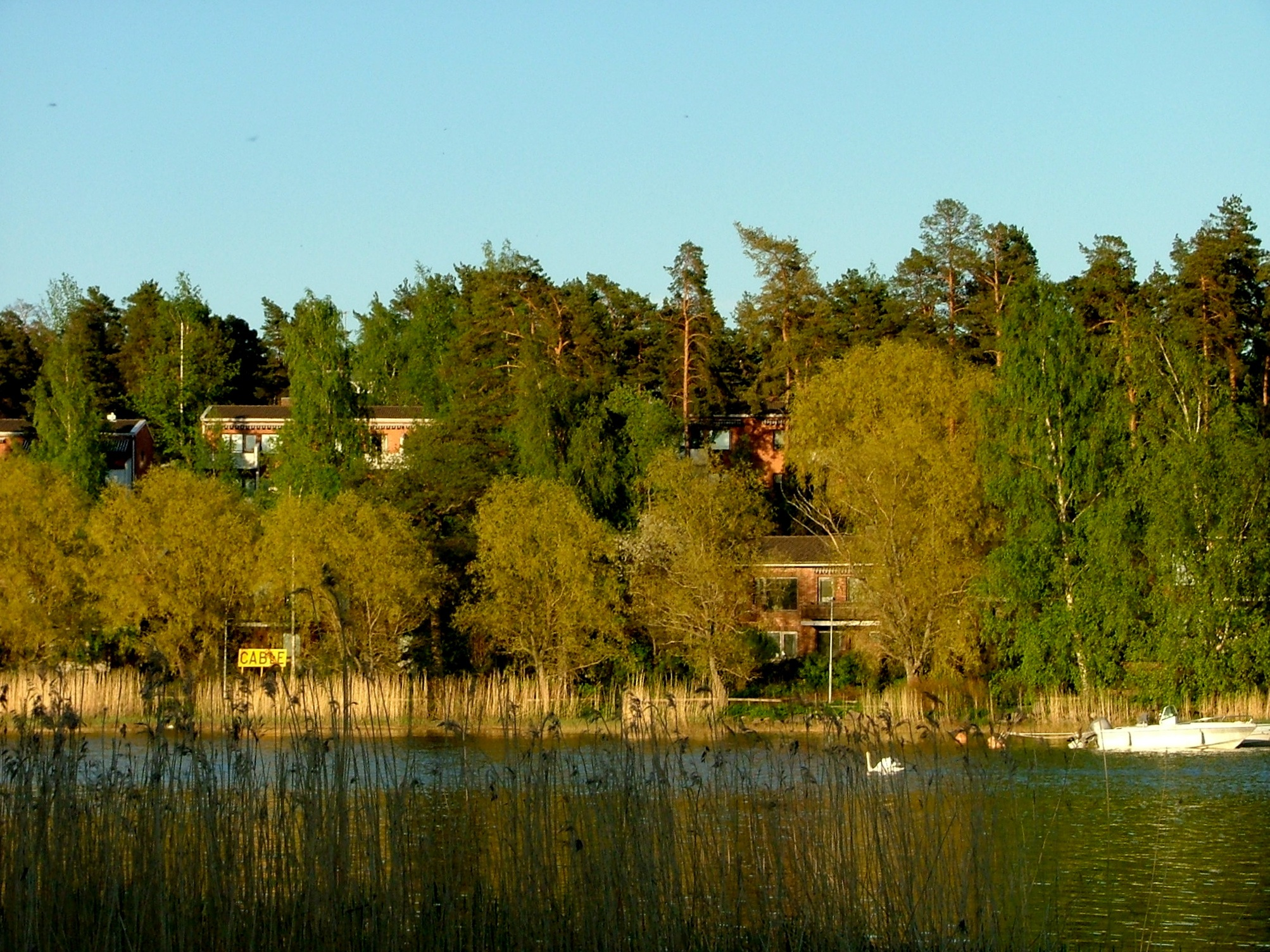
Bostadshus vid Botbyviken i Rastböle
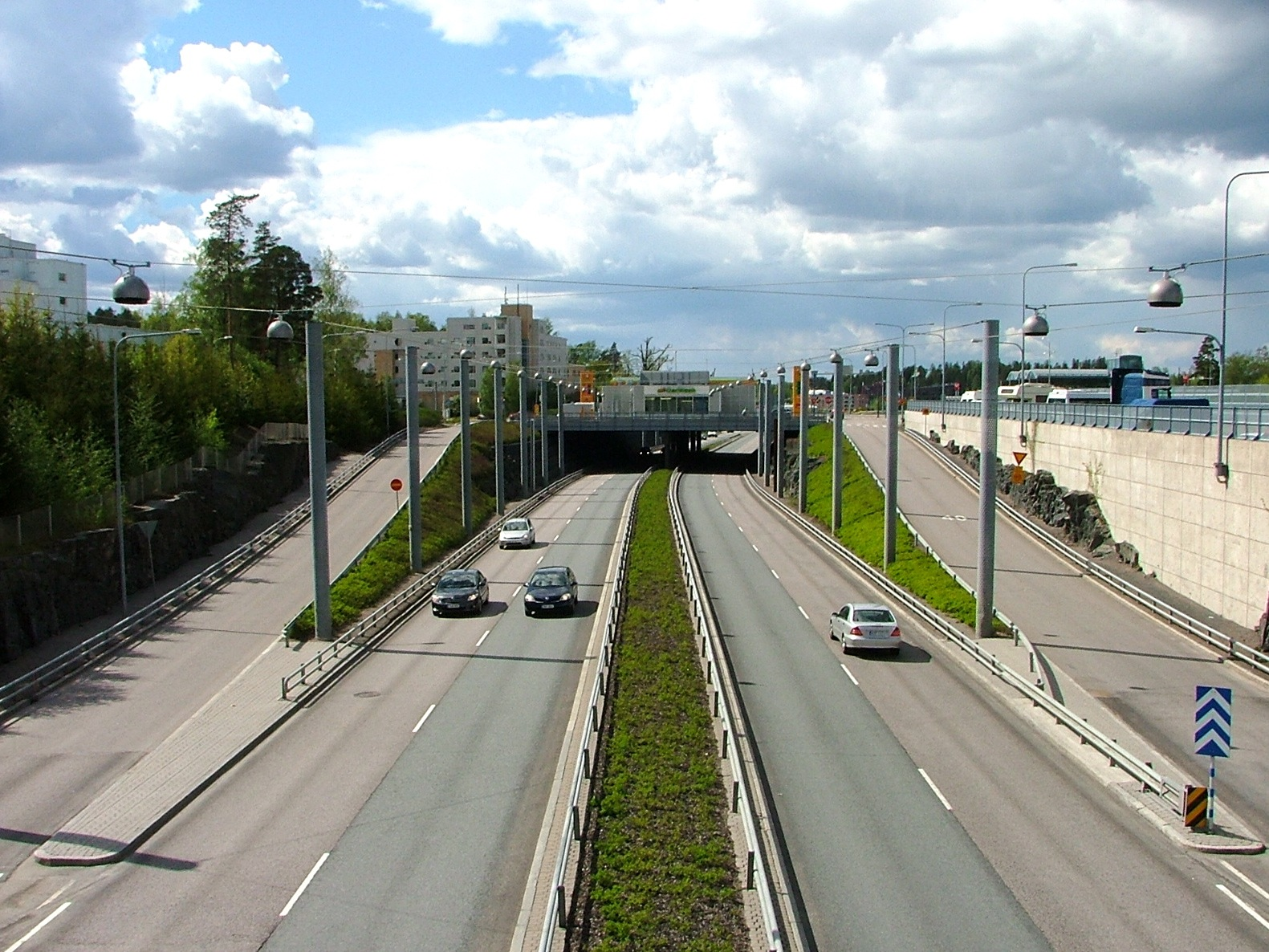
Norvägen som skiljer Rastböle från Havs-Rastböle